# Bitka kod Megida (609. pr. Kr.)
U bitci kod Megida 609. pr. Kr. egipatski faraon XXVI. dinastije Neko (610. pr. Kr. - 595. pr. Kr.) borio se protiv judejskog kralja Jošije. Naime, Egipat je u to vrijeme bio u savezu s Asircima protiv Babilona. Kako bi pomogao svojim saveznicima, egipatski faraon Neko je požurio u pomoć napadnutim Asircima, ali je bio zaustavljen na liniji Via Maris od judejskog kralja Jošije. Egipćani su pobijedili i Jošija je bio ubijen, ali nisu uspjeli spriječiti poraz Asiraca.